# Церковный, Иван Ильич
Иван Ильич Церковный (1922, село Павловка Богодуховского уезда Харьковской губернии, теперь Богодуховского района Харьковской области — ?) — советский партийный деятель, депутат Верховного Совета УССР 8-го созыва.

## Биография
Родился в семье крестьянина. В 1941 году окончил сельскохозяйственный техникум и работал участковым агрономом Богодуховской МТС Харьковской области.
В 1941—1945 г. — служба в рядах Красной армии. После демобилизации, в 1945—1952 г. — работал на разных должностях в сельскохозяйственных органах Харьковской, Сумской, Львовской областей.
В 1952—1959 г. — главный агрономом Волынской областной конторы «Главзаготсортзерно»; главный агрономом, директор Голобской МТС; начальник Голобской районной инспекции по сельскому хозяйству; председатель исполнительного комитета Голобского районного совета Волынской области.
Без отрыва от производства окончил Харьковский сельскохозяйственный институт и педагогический факультет Московской сельскохозяйственной академии имени Тимирязева.
В 1959—1962 г. — начальник Ковельской районной инспекции по сельскому хозяйству; директор Гороховского сельскохозяйственного техникума Волынской области.
В 1962—1965 г. — председатель исполнительного комитета Гороховской районного совета Волынской области, начальник Гороховского производственного колхозно-совхозного управления.
В январе 1965—1970 г. — 1-й секретарь Гороховского районного комитета КПУ Волынской области.
В 1970 — июне 1972 г. — 1-й заместитель председателя исполнительного комитета Волынского областного Совета депутатов трудящихся.
В июне 1972 — апреле 1975 г. — председатель исполнительного комитета Волынского областного Совета депутатов трудящихся.